# Lijst van hogeronderwijsinstellingen in Nederland
Hieronder een lijst van de hogeronderwijsinstellingen in Nederland, gesorteerd per provincie.
Instellingen met een * zijn niet erkend door het Ministerie van Onderwijs, Cultuur en Wetenschappen.

## Drenthe
- Hogescholen
  - NHL Stenden Hogeschool (Assen, Emmen, Meppel), voorheen: Stenden Hogeschool / Hogeschool Drenthe

## Flevoland
- Hogescholen
  - Aeres Hogeschool (Dronten, Almere), voorheen: CAH Vilentum hogeschool
  - Windesheim in Almere (Almere)

## Friesland
- Universiteiten
  - Campus Fryslân (Rijksuniversiteit Groningen) (Leeuwarden)
- Hogescholen
  - NHL Stenden Hogeschool (Leeuwarden, West-Terschelling), voorheen: NHL Hogeschool en Stenden Hogeschool
    - Maritiem Instituut Willem Barentsz (West-Terschelling)

  - Hogeschool Van Hall Larenstein (Leeuwarden)
    - Van Hall Instituut (Leeuwarden)

## Gelderland
- Universiteiten
  - Theologische Universiteit Apeldoorn (Apeldoorn, 1894)
  - Radboud Universiteit Nijmegen (Nijmegen, 1923)
  - Wageningen Universiteit (Wageningen, 1918)
- Hogescholen
  - Aeres Hogeschool (Wageningen)
  - ArtEZ University of the Arts (Arnhem)
  - Christelijke Hogeschool Ede (Ede)
  - Fontys Hogeschool (Nijmegen)
  - HAN University of Applied Sciences (Arnhem, Nijmegen)
  - Hogeschool ISBW (Zaltbommel)
  - Hogeschool Van Hall Larenstein (Velp)
  - Hogeschool Wittenborg (Apeldoorn)
  - Iselinge Hogeschool (Doetinchem)
  - Saxion (Apeldoorn)
- Overige
  - Politieacademie (Apeldoorn)

## Groningen
- Universiteiten
  - Rijksuniversiteit Groningen (Groningen, 1614)
- Hogescholen
  - Hanzehogeschool Groningen (Groningen)
  - NHL Stenden Hogeschool (Groningen)

## Limburg
- Universiteiten
  - Universiteit Maastricht (Maastricht, 1976)
    - Transnationale Universiteit Limburg (Maastricht)
    - University College Maastricht (Maastricht, Venlo)
    - Maastricht School of Management (Maastricht)

  - Open Universiteit (Heerlen, 1984)
- Hogescholen
  - Fontys Hogeschool (Sittard, Venlo)
  - HAS green academy (Venlo)
  - Hogeschool E3 (Maastricht, Eindhoven)
  - Stichting Hogeschool NHA (Peel en Maas)
  - Zuyd Hogeschool (Heerlen, Maastricht, Sittard)

## Noord-Brabant
- Universiteiten
  - Technische Universiteit Eindhoven (Eindhoven, 1956)
  - Universiteit van Tilburg (Tilburg, 1927)
    - TIAS School for Business and Society (Eindhoven en Tilburg)
    - University College Tilburg (Tilburg)

  - Jheronimus Academy of Data Science (JADS) ('s-Hertogenbosch, 2016)
- Hogescholen
  - Avans Hogeschool (Breda, 's-Hertogenbosch, Tilburg, Roosendaal)
    - Associate Degrees Academy (Roosendaal) i.s.m. HZ University of Applied Sciences
    - Juridische Hogeschool ('s-Hertogenbosch, Tilburg) i.s.m. Fontys Hogeschool

  - Breda University of Applied Sciences (Breda)
  - Design Academy Eindhoven (Eindhoven)
  - Fontys Hogeschool (Eindhoven, Bergen op Zoom, Helmond, 's-Hertogenbosch, Tilburg)
    - Juridische Hogeschool ('s-Hertogenbosch, Tilburg) i.s.m. Avans Hogeschool

  - HAS green academy ('s-Hertogenbosch)
  - Hogeschool de Kempel (Helmond)
  - Hogeschool Akkermans & Partners Cognitief (Tilburg)
  - Hogeschool Tio (Eindhoven)
  - HZ University of Applied Sciences (Roosendaal)
    - Associate Degrees Academy (Roosendaal) i.s.m. Avans Hogeschool

  - Oysterwyck Hogeschool B.V. (Tilburg)

- Overige
  - Nederlandse Defensie Academie (Breda, 2005)
    - Koninklijke Militaire Academie (Breda, 1828)
    - Instituut Defensie Leergangen (Breda)

## Noord-Holland
- Universiteiten
  - Universiteit van Amsterdam (Amsterdam, 1877/1632)
  - Vrije Universiteit (Amsterdam, 1880)
- Hogescholen
  - Amsterdamse Hogeschool voor de Kunsten (Amsterdam)
  - Gerrit Rietveld Academie (Amsterdam)
  - Hogeschool Inholland (Alkmaar, Amsterdam, Diemen, Haarlem)
  - Hogeschool IPABO Amsterdam Alkmaar (Amsterdam, Alkmaar)
  - Hogeschool Tio (Amsterdam)
  - Hogeschool van Amsterdam (Amsterdam)
  - Hotelschool The Hague (Amsterdam)
  - Media Academie (Hilversum)
- Overige
  - Nederlandse Defensie Academie (Den Helder, 2005)
    - Koninklijk Instituut voor de Marine (Den Helder, 1829)

  - Tyndale Theological Seminary (Europe) (Badhoevedorp)

## Overijssel
- Universiteiten
  - Protestantse Theologische Universiteit vestiging Kampen (Kampen, 1854)
  - Theologische Universiteit Kampen (Kampen, 1944)
  - Universiteit Twente (Enschede, 1961)
- Hogescholen
  - ArtEZ University of the Arts (Enschede, Zwolle)
    - AKI Academie voor Art & Design (Enschede)

  - Hogeschool KPZ (Zwolle)
  - Hogeschool NCOI (Zwolle)
  - Hogeschool Tio (Hengelo)
  - Hogeschool Viaa (Zwolle)
  - Saxion (Deventer, Enschede)
  - TSM Business School (Enschede)
  - Windesheim (Zwolle)

## Utrecht
- Universiteiten
  - Universiteit Utrecht (Utrecht, 1636)
  - Nyenrode Business Universiteit (Breukelen, 1946)
  - Universiteit voor Humanistiek (Utrecht, 1991)
  - Katholieke Theologische Universiteit (Utrecht, 1967)
- Hogescholen
  - Fontys Hogeschool (Utrecht)
  - Hogeschool Tio (Utrecht)
  - Hogeschool Utrecht (Utrecht, Amersfoort)
  - Hogeschool voor de Kunsten Utrecht (Utrecht)
  - Hogeschool Geesteswetenschappen* (Utrecht)
  - Marnix Academie (Utrecht)
  - SOMT University of Physiotherapy (Amersfoort)

## Zeeland
- Universiteiten
  - University College Roosevelt (Middelburg), onderdeel van de Universiteit Utrecht
- Hogescholen
  - HZ University of Applied Sciences (Vlissingen, Middelburg)

## Zuid-Holland
- Universiteiten
  - Technische Universiteit Delft (Delft, 1842)
  - Universiteit Leiden (Leiden, 1575)
  - Erasmus Universiteit Rotterdam (Rotterdam, 1913)
- Hogescholen
  - Codarts, Hogeschool voor de Kunsten (Rotterdam)
  - Christelijke Hogeschool Ede (Dordrecht)
  - Haagse Hogeschool (Den Haag)
  - Hogeschool der Kunsten Den Haag (Den Haag)
  - Hogeschool Driestar educatief (Gouda)
  - Hogeschool Inholland (Delft, Den Haag, Dordrecht, Rotterdam)
  - Hogeschool Leiden (Leiden)
  - Hogeschool Rotterdam (Rotterdam)
  - Hogeschool Tio (Rotterdam)
  - Hogeschool Thomas More (Rotterdam)
  - Hotelschool The Hague (Den Haag)
  - Islamitische Universiteit Rotterdam (Rotterdam)
  - Stg ter bev vh bestuderen vd leer der waarheid geref gem R'dam (Gouda)
  - Stichting ABC Hogeschool Dordrecht en Omstreken (Dordrecht)
  - Webster University (Leiden, Amsterdam)
- Overige
  - Nederlandse Defensie Academie (Den Haag, 2005)
    - Instituut Defensie Leergangen (Ypenburg, 1992), voorheen: Hogere Krijgsschool, 1868; Marine Stafschool, 1918; Luchtmacht Stafschool, 1949; en de Hogere Defensie Leergangen, 1989[1]

  - IHE Delft Institute for Water Education (Delft)

## Transnationaal (Nederlands-Vlaams)
- transnationale Universiteit Limburg (tUL)[2]
- Open Universiteit (OU) opgericht in 1984[3]